# Valhalla (banda)
Valhalla fue una banda española de power metal clásico procedente del País Vasco y activa desde 1997 hasta 2010. Durante su trayectoria han publicado un total de 4 discos (más una demo) y girado por gran parte del territorio nacional, compartiendo escenario con bandas de la talla de Metal Church, Lujuria, Easy Rider, Cyan Bloodbane etc. La banda quedaría oficialmente inactiva tras un último concierto que tuvo lugar el 2 de octubre de 2010 en el festival "Montorock" (Burgos), junto a Gamma Ray, Saratoga y Zenobia.
El 19 de diciembre de 2019 se celebró en la Sala Santana (Bilbao) el llamado Valhalla Fest donde Valhalla se reúnen para dar un concierto especial tras casi una década de inactividad. Dicho evento lo compartieron con las bandas actuales de sus componentes El Reno Renardo (Jevo, Mikel, Iván Corcuera), Los Cojones (Chefy) y Ad Eternum (Patxa).

## Miembros
- Javier "Patxa" Navarro - voz (1999-2010, 2019)
- Mikel Martínez - guitarra (1997-2010, 2019)
- Ignacio "Jevo" Garamendi - guitarra (1997-2010,2019) (voz hasta 1999)
- Chefy - bajo (2001-2005, 2006-2010, 2019)
- Iván Corcuera - batería (1997-2010, 2019)
- Kepa Jordan - bajo (2005-2006)
- Iván Valdemoros - bajo (1997-2001, 2019)
- Xabier Coto - guitarra (1997) (fallecido en 2005)

## Discografía
- Guardians of Metal (Demo) - 1998
- Beyond the Underworld (Agnat) - 2000
- Once upon a Time (Zero Records) - 2001
- Nightbreed (Goimusic) - 2003
- The Aftermath (Agnat) - 2005